# Кариес (дем Катерини)
Вижте пояснителната страница за други значения на Кариес.
Кариес (на гръцки: Καρυές) е село в Северна Гърция, в дем Катерини, област Централна Македония.

## География
Селото е разположено на 480 m надморска височина, на 23 km югозападно от град Катерини, в източното подножие на планината Фламбуро (Пиерия).

## История
Населението произвежда жито, картофи и се занимава и със скотовъдство.
| Година    | 1913 | 1920 | 1928 | 1940 | 1951 | 1961 | 1971 | 1981 | 1991 | 2001 | 2011 | 2021 |
| --------- | ---- | ---- | ---- | ---- | ---- | ---- | ---- | ---- | ---- | ---- | ---- | ---- |
| Население | 68   | 69   | 86   | 99   | 127  | 172  | 194  | 192  | 183  | 222  | 187  | 152  |